# Mànties
Mànties (en llatí Mantias, en grec Μαντείας o Μαντίας) fou un metge grec que va ser tutor o mestre d'Heràclides de Tàrent i un dels seguidors dels ensenyaments d'Heròfil de Calcedònia. Va viure amb tota probabilitat durant el segle III aC.
Galè diu que no era metge habitualment, i que va escriure entre d'altres un tractat de farmàcia. Els seus llibres, esmentats per Galè, s'han perdut, però s'han conservat alguns títols.